# التحالف الدولي للسياحة المسؤولة

أنواع سياحية تلتقي مع السياحة المستدامة في عدة نقاط مشتركة

الأبعاد الثلاثة الرئيسية للنشاط السياحي

التحالف الدولي للسياحة المسؤولة والمحترمة هو تحالف يضم خبراء في السياحة و145 فاعلا من 52 دولة، من مختلف أنحاء العالم، ولجنة علمية متخصصة تتكون من خبراء في ركائز التنمية المستدامة.

## أهداف وبرامج عمل المنظمة
التحالف الدولي للسياحة المسؤولة يعمل الآن مع 156 ناشطا في 55 بلدا من جميع أنحاء العالم ملتزمون ومتطوعون لخدمة أهداف السياحة المسؤولة، هذه الأهداف التي تتخذ من إعلام وتثقيف، وإقناع، وشجب وفضح ومكافحة وتعبئة أصحاب المصلحة الرئيسيين في الصناعة السياحة من (المهنيين وحكومات وجمعيات ومنظمات غير حكومية وطنية ودولية) تصب في اتجاه مصلحة ومفهوم وأهداف السياحة المسؤولة ومنصفة وعادلة في إطار السياحة المستدامة تخدم السائح والساكنة المحلية والاقتصاد المحلي ككل.
 
ولتحقيق ذلك، يرتكز التحالف الدولي للسياحة المسؤولة على مبدأين رئيسيين:
- التعبئة لليوم العالمي للسياحة المسؤولة في 2 يونيو من كل سنة، لتثقيف والتحسيس إزاء أهمية السياحة المسؤولة والمنصفة، لدي المعنيين و المهنيين والمتخصصين والمجتمع المدني بشكل عام.[2]
- الدعم المالي والتقني والخبراتي والتجريبي للمشاريع الصغيرة للسياحة المسؤولة كأداة لمكافحة الفقر، والتنمية المحلية وحماية التراث.[3]